# Tipula kamikochiensis
Tipula kamikochiensis är en tvåvingeart som beskrevs av Alexander 1941. Tipula kamikochiensis ingår i släktet Tipula och familjen storharkrankar. Inga underarter finns listade i Catalogue of Life.